# Lišany, Rakovník
Lišany là một làng thuộc huyện Rakovník, vùng Středočeský, Cộng hòa Séc.